# Bianka Schwede
Bianka Schwede (9 de enero de 1953) es una deportista de la RDA que compitió en remo.
Participó en los Juegos Olímpicos de Montreal 1976, obteniendo una medalla de oro en la prueba de cuatro con timonel. Ganó tres medallas de oro en el Campeonato Mundial de Remo entre los años 1974 y 1977.

## Palmarés internacional
| Juegos Olímpicos   | Juegos Olímpicos         | Juegos Olímpicos | Juegos Olímpicos   |
| Año                | Lugar                    | Medalla          | Prueba             |
| ------------------ | ------------------------ | ---------------- | ------------------ |
| 1976               | Montreal (Canadá)        | Medalla de oro   | Cuatro con timonel |
| Campeonato Mundial |                          |                  |                    |
| Año                | Lugar                    | Medalla          | Prueba             |
| 1974               | Lucerna (Suiza)          | Medalla de oro   | Ocho con timonel   |
| 1975               | Nottingham (Reino Unido) | Medalla de oro   | Ocho con timonel   |
| 1977               | Ámsterdam (Países Bajos) | Medalla de oro   | Ocho con timonel   |